# Games of Glory
Games of Glory (abrégé GoG) est un jeu vidéo de type arène de bataille en ligne (MOBA) gratuit, développé et édité par le studio indépendant français Lightbulb Crew, sur Windows et PlayStation 4. Le jeu est en bêta ouverte depuis le 25 avril 2017.

## Système de jeu

### Généralités
Dans Games of Glory, le joueur contrôle un clone. Il en existe 16 et chaque clone possède trois compétences qui lui sont propres et divers effets : dégâts, étourdissements, soins, ralentissements, etc. Parmi ces trois compétences, l'une d'elles est appelée Compétence Ultime et n'est débloquée qu'à partir du niveau 6. Le niveau maximum d'un clone est de 20. À chaque montée de niveau, le joueur se voit attribuer un point de compétence à dépenser afin d'améliorer l'une de ses compétences. De plus, à chaque montée de niveau, les caractéristiques du clone sont automatiquement augmentées. Celui-ci bénéficie alors de plus de points de vies, de dégâts, d'armure, etc. 
Le jeu possède un système d'équipement d'armes non exclusif à chaque clone. Ainsi, le joueur peut choisir une arme à distance parmi une panoplie de pistolets, fusils de précision, fusils d'assaut, lance-flammes, lance-roquettes ou fusils à pompe, ainsi qu'une une arme de mêlée c'est-à-dire des épées, des dagues, des marteaux ou bien des poings américains. Le joueur peut augmenter les dégâts de ses armes et les transformer afin de rajouter des effets supplémentaires à l'aide de crédits récoltés durant la partie, en accomplissant des objectifs ou en éliminant des adversaires. Il devient ainsi plus puissant au cours d'une partie et peut changer de stratégie en fonction des améliorations choisies.

### Modes de jeu
Il existe deux modes de jeu dans Games of Glory, lesquels sont propres à une arène : 
- Mode Superstar[1] - Fonderie de Svandia
- Mode Dominion[2] - Arène d'Arkashan

#### Mode Superstar
Deux équipes de trois joueurs s'affrontent dans l'Arène des fonderies abandonnées de Svandia. Ce mode se divise en plusieurs rounds d'une durée maximum d'une minute et trente secondes. Pour remporter la victoire, une équipe doit gagner 5 rounds.
Au début de chaque round, un joueur de chaque équipe est aléatoirement désigné Superstar. Le but est d'éliminer la Superstar adverse tout en protégeant la sienne. Si aucune des deux Superstar n'est éliminée dans le délai d'une minute et trente secondes, alors c'est la Superstar qui est la plus proche du centre de l'arène qui fait remporter le round à son équipe.
Dans ce mode, les joueurs commencent au niveau 4 et bénéficient d'une somme importante de crédits pour acheter leurs armes. À chaque nouveau round, tous les joueurs gagnent deux niveaux en plus ainsi que le même montant de crédits. Il n'existe donc pas d'effet boule de neige dans ce mode. 
Par ailleurs, entre deux rounds, le joueur dispose de trente secondes pour réaliser des achats. Passé ce délai, il n'est plus possible pour lui d'acheter de nouvelles armes ou d'améliorer celles qu'il possède déjà. En outre, revenir auprès de sa base ne permet pas de regagner ses points de vie.

#### Mode Dominion
Deux équipes de quatre joueurs s'affrontent dans l'Arène d'Arkashan. Ce mode consiste à capturer des points de contrôle. Chaque point de contrôle possédé par une équipe permet de faire baisser le niveau de champ d'énergie de l'équipe adverse. Dès que ce niveau atteint 0%, les quatre tours défendant la base ennemie peuvent être attaquées. Celles-ci protègent un core d'énergie, bien que les joueurs puissent tout de même détruire le core sans pour autant détruire toutes les tours.
Depuis la base, le joueur peut prendre un portail téléporteur qui l'amène auprès de trois autres portails lesquelles mènent à divers endroits sur la carte. Les portails sont très importants dans la mesure où ils donnent une forte mobilité.
Des objectifs secondaires sont également répartis dans l'arène  points de crédits qui apportent 5 crédits par seconde à chaque joueur de l'équipe qui l'a capturé ainsi que Le Juge. Ce dernier est un boss qui apparaît au bout de cinq minutes sur la plateforme des portails de téléportation. Le joueur qui achève le juge gagne un bonus de régénération de points de vie, de vitesse d'attaque et de dégâts tandis que le boss réapparaît à nouveau trois minutes après sa mort. 
Afin d'éviter un contrôle trop important de la carte par une équipe, les points de contrôles et de crédits capturés redeviennent neutres au bout de cinq minutes la première fois puis toutes les trois minutes. Des portes bloquent alors l'accès aux points de captures pendant 10 secondes (sauf pour les clones qui peuvent passer outre grâce à leurs compétences) et des ennemis contrôlés par l'I.A apparaissent afin de les protéger.

## Développement

### Première version du jeu
Le développement de Games of Glory, qui débute aux environs de 2014, marque également la première production du studio indépendant français Lightbulb Crew. Ce dernier naît en 2013 du rassemblement d'une vingtaine de collaborateurs expérimentés dans l'industrie du jeu vidéo et issus de différents studios de développement tel Ubisoft, Codemasters, Dontnod et DICE. Sa récente fondation et son statut d'indépendant pousse le studio à se tourner vers un financement participatif via kickstarter dont le but est de récolter une somme de 100 000 dollars américains en l'espace d'un mois. L'équipe réussit à atteindre ce montant seulement deux semaines après le début de la campagne de financement. En mai 2014, dans une interview accordée au site internet Millenium, Anders Larsson, le PDG du studio, qualifie GoG (qui est alors bientôt en bêta fermée) de « moba-crossover » car en plus de s’inspirer de MOBA existants, il se dote également « de déplacements à la hack’n slash » et « de skillshot plus orientés sur des jeux de shooter ». Par ailleurs, le fondateur imagine rendre disponible son MOBA pour les utilisateurs Windows en premier, puis Mac en second, en terminant par des consoles en fonction des commandes. Pourtant, à ce moment, l'équipe a uniquement crée une arène et huit personnages sont jouables ; or, le studio espère atteindre 25 personnages et trois arènes.
En octobre 2014, Lightbulb Crew est présent lors de la cinquième édition du Paris Games Week, où des clés sont distribuées aux visiteurs donnant accès à une bêta fermée du jeu sur Steam.
Le 26 mai 2015, le jeu sort en free-to-play sur Steam.

### Remaniement et nouveau développement
Néanmoins, quelque temps après, Anders Larsson, n'étant pas satisfait du résultat, décide de poursuivre le développement afin de créer une nouvelle version de Games of Glory qui se veut complètement différente tout en gardant l'essence d'un moba-crossover,. 
Le 25 avril 2017, après deux années de travail supplémentaire, le jeu, dans sa nouvelle version, est désormais en bêta ouverte aussi bien sur Windows que PlayStation 4 où l'instauration d'un système cross-plateforme permet aux joueurs de ces deux plateformes distinctes de jouer ensemble.

## Accueil

### Critiques
Le 24 janvier 2017, un journaliste du site web francophone Jeuxvideo.com soumet une critique vis-à-vis de la nouvelle version du jeu (qui est alors en bêta). Bien qu'il eût déjà eu l'occasion de tester la première version, il a décidé de ne pas faire de comparaison et de se concentrer sur le jeu tel qu'il est remanié. Ses impressions sont plutôt positives vis-à-vis de Games of Glory. En bref, il apprécie que cette « nouvelle version soit fun, relativement accessible et jouissant d’un véritable support du cross-play », notamment parce que GoG mêle des fonctionnalités classiques d'un MOBA, avec des originalités comme le « fait qu’il vous est possible d’acheter non pas des objets, mais bien des armes ». Néanmoins, le journaliste souligne que la « direction artistique manque un peu d’originalité » et que « la version PlayStation 4 qui [lui] a été présentée n’était clairement pas optimisée » même s'il conclut sa critique en supposant que le jeu « pourrait devenir une référence du genre sur console » et en ajoutant aussi qu'il « [reste] inquiet quant au pouvoir du jeu à ramener les nombreux habitués de MOBA sur PC ». Finalement, il accorde un avis "bon" (ce qui correspond à une note de 4/5, d'après le propre barème du site).

### Distinction
En 2017, Games of Glory participe à la cérémonie des Ping Awards, laquelle vise à récompenser les meilleures productions vidéo-ludiques françaises. Le jeu est nommé dans la catégorie « Ping Meilleur Jeu Indépendant » aux côtés de neuf autres titres dont Absolver et Dead Cells. Le lauréat est cependant remporté par Splasher.

## Sources